# Golgotavirágfélék
A golgotavirágfélék (Passifloraceae) családja az APG rendszerezése szerint a Malpighiales rendbe tartozik. 18 nemzetség mintegy 530 faját sorolják ide. Az APG III-rendszer hozzácsatolta az addig különálló Malesherbiaceae és Turneraceae családokat.

## Elterjedésük, élőhelyük
A fajok mintegy öthatoda az Antillák és Dél-Amerika erdeiben fáról fára kúszó lián. A termesztett (többnyire félcserje, cserje termetű) fajokat a trópusi éghajlati övben mindenfelé megtelepítették.

## Megjelenésük, felépítésük

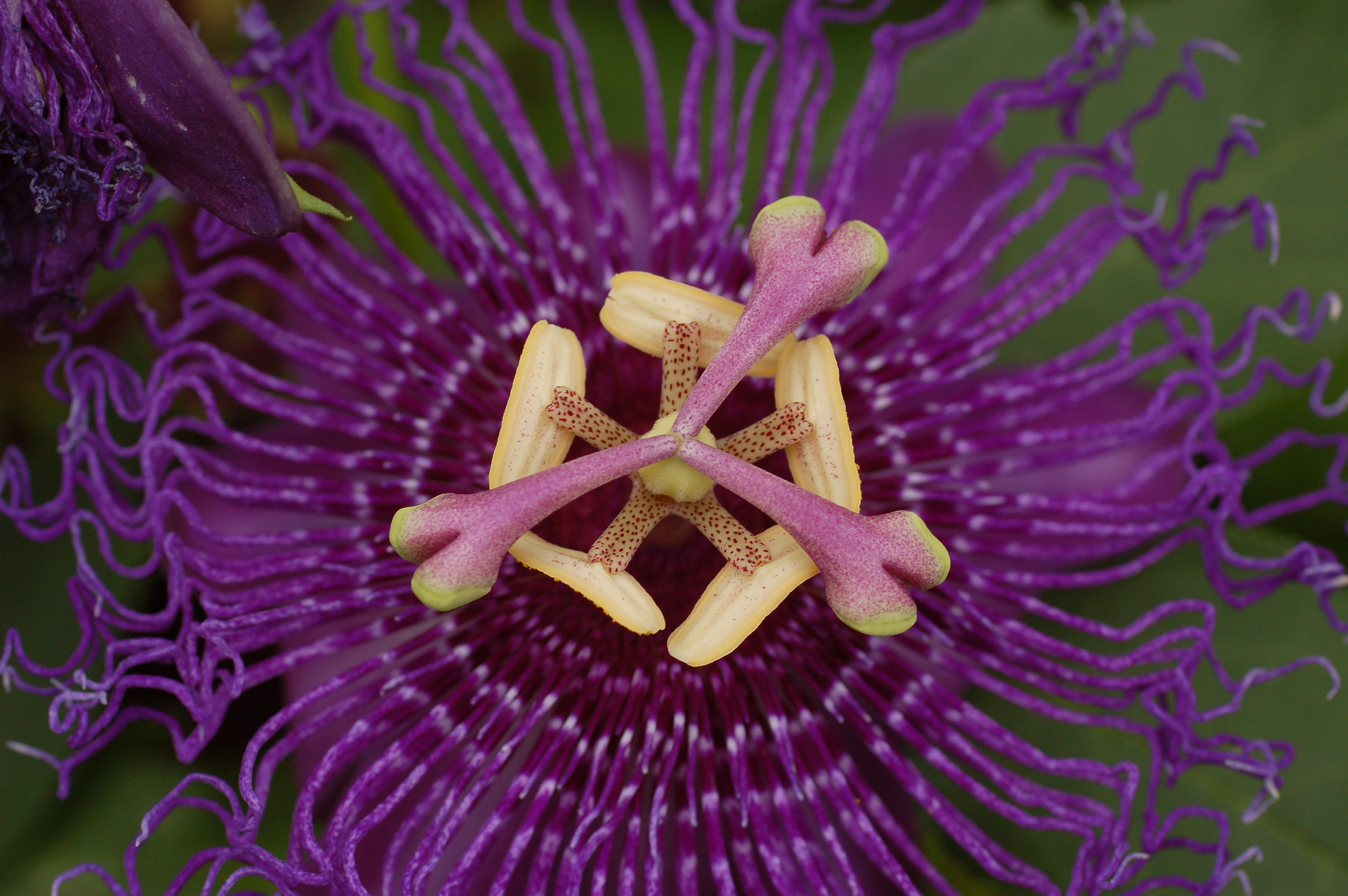
golgotavirág

Szabadszirmú kétszikű kúszónövények, félcserjék, nagyon ritkán fák. Leveleik váltakozó állásúak, a levélnyél tövéből virág és kacs eredhet. Némelyek virágának egyáltalán nincs szirma, más fajokénak pedig még szőrkoszorúból álló álszirmai is vannak. Porzóik csővé nőnek össze, úgy veszik körül nyél alakúan a megnyúlt virágtengelyt, aminek felső végén ül a belső magház három, tetőző bibeszállal. Gyümölcse egyrekeszű, sokmagvú bogyó.

## Felhasználásuk
Illatos virágú fajaikat dísznövénynek, a mintegy 50–60 ehető termésű faj közül egyeseket (így a névadó golgotavirág némely fajait) gyümölcsükért (maracuja, granadilla) ültetik.